# Гвардиола, Пеп
Хосе́п (Пеп) Мари́я Гвардио́ла-и-Са́ла (кат. Josep Guardiola i Sala, каталанское произношение: [ʒuˈzɛb ɡwəɾðiˈɔlə]; род. 18 января 1971[…], Санпедор, Каталония) — испанский футбольный тренер, ранее выступавший как футболист на позиции полузащитника. Главный тренер английского клуба «Манчестер Сити». Его часто считают одним из величайших тренеров всех времён, ему принадлежит рекорд по количеству выигранных подряд матчей в Ла Лиге, Бундеслиге и Премьер-лиге. Самый титулованный тренер в истории «Барселоны» и «Манчестер Сити». Первый тренер в истории, выигравший «требл» два раза.
Выступал на позиции опорного полузащитника. Большую часть своей карьеры он провёл в «Барселоне», став частью «Команды мечты» Йохана Кройфа, которая выиграла первый Кубок Европы в 1992 году и четыре титула чемпиона Испании с 1991 по 1994 год. Впоследствии он был капитаном команды с 1997 года до своего ухода из клуба в 2001 году. Затем Гвардиола играл в итальянских клубах «Брешиа» и «Рома», катарском «Аль-Ахли» и мексиканском «Дорадос де Синалоа». За сборную Испании он играл 47 раз, участвовал в чемпионате мира 1994 года, а также в Евро-2000. Он также играл в товарищеских матчах за сборную Каталонии. В качестве игрока Гвардиола — шестикратный чемпион Испании, двукратный обладатель Кубка Испании, четырёхкратный обладатель Суперкубка Испании, победитель Кубка европейских чемпионов, обладатель Кубка обладателей кубков и Суперкубка УЕФА, со сборной становился олимпийским чемпионом.
В 2007 году начал тренерскую карьеру, возглавив «Барселону B». В первом же сезоне клуб поднялся на первую строчку четвёртого дивизиона и перешёл в третий. C 2008 по 2012 год Гвардиола являлся тренером основного состава «каталонцев». В своём первом сезоне в качестве тренера первой команды он привёл «Барселону» к победе в чемпионате, Кубке Испании и Лиге чемпионов УЕФА, став при этом самым молодым тренером, выигравшим этот турнир. В 2011 году, после того как Гвардиола привёл клуб к очередному дублю в Ла Лиге и Лиге чемпионов, он был награждён Золотой медалью Каталонского парламента. В 2009 и 2011 годах Гвардиола становился лучшим клубным тренером мира. За это время «Барселона» под руководством Хосепа трижды выигрывала чемпионат и Суперкубок Испании, дважды Кубок Испании, 2 Лиги чемпионов, Суперкубок УЕФА и Клубный чемпионат мира.
В 2013 году Пеп возглавил мюнхенскую «Баварию», подписав контракт до июня 2016 года. Гвардиола выигрывал Бундеслигу каждый сезон, а также дважды становился абсолютным чемпионом страны. В 2016 году он ушёл из «Баварии» в «Манчестер Сити» и во втором сезоне привёл команду к чемпионскому титулу Премьер-лиги, побив множество рекордов, став первым клубом, набравшим 100 очков. В следующем сезоне он выиграл второй раз подряд Премьер-лигу и Кубок лиги, а также Кубок Англии. В сезоне 2022/2023 привёл «Манчестер Сити» к первой в истории клуба победе в Лиге чемпионов, перед этим выиграв в пятый раз чемпионат Англии и второй раз Кубок Англии, таким образом собрал Золотой хет-трик во второй раз в своей карьере, что является рекордом среди тренеров. По итогам сезона 2023/24 «Сити» в четвёртый раз подряд стал чемпионом Англии и стал первым клубом в истории английского футбола, кто становился чемпионом четыре года подряд.

## Ранние годы
Хосеп Гвардиола родился 18 января 1971 года в клинике Сант-Хосеп в каталонском городке Санпедор. Он вырос вместе со своими родителями Валенти и Долорс, двумя сёстрами Франческой и Ольгой и младшим братом Пере. После окончания средней школы Гвардиола изучал юриспруденцию в Университете Барселоны. Однако учёба в университете и карьера в футбольном клубе «Барселона» не сложились, и из-за нехватки времени он закончил учёбу, проучившись всего один год.
Хосеп начал играть в футбол на улице: «Рождение в деревне и возможность постоянно играть на улице определённо имели свои преимущества. В деревне легче тренироваться у стены дома, чем в центре города, где на улице негде играть в футбол. Я не знаю, когда я начал играть, думаю, сколько себя помню, у меня всегда был с собой мяч. Все кто знал меня в детстве, всегда видели меня с мячом». Он начал заниматься футболом в местном клубе «Химнастик де Манреса», в котором были только юношеские команды. В этом клубе Гвардиола был замечен Ориолем Тортом, одним из ведущих скаутов «Барселоны» в 1980-х и 1990-х годах, который в тот же период открыл таких игроков, как Серхи Бархуан, Альберт Феррер, Карлес Бускетс и Гильермо Амор, а спустя годы — Андреса Иньесту.

## Профессиональная карьера

### «Барселона»
В 13 лет поступил в «Ла Масию» и в течение шести лет поднимался по ступеням молодёжной академии «Барселоны», дебютировав в 1990 году в матче против «Кадиса». Как пишет Фил Болл в «Морбо»:
В свою первую неделю работы в клубе Йохан Кройф без предупреждения явился на «Мини Эстади» — место, расположенное неподалёку от «Камп Ноу», которое использовала «Барселона B». Перед самым перерывом он забрёл в блиндаж и спросил у Карлеса Решака, тогдашнего менеджера молодёжной команды, имя молодого парня, игравшего на правом фланге полузащиты. «Гвардиола — хороший парень», — прозвучало в ответ. Кройф проигнорировал этот комментарий и сказал Решаку, чтобы тот перевёл его в центр на второй тайм, чтобы он играл в роли опорного полузащитника. Это была сложная позиция для адаптации, которую в то время не использовали многие команды в Испании. Гвардиола сразу же приспособился, как и предполагал Кройф, и когда в 1990 году он перешёл в первую команду, то стал стержнем «Команды мечты»
В то время он носил 10 номер, но со временем 4 номер стал фирменным номером Гвардиолы. Кройф использовал молодого полузащитника в отсутствие дисквалифицированного Гильермо Амора. Он стал постоянным игроком первой команды в сезоне 1991/92, и в возрасте всего 20 лет был ключевым звеном команды, которая выиграла Ла Лигу и Кубок европейских чемпионов. Престижный итальянский журнал Guerin Sportivo назвал Гвардиолу лучшим игроком в мире в возрасте до 21 года. 24 марта 1993 года забил свой первый гол в составе первой команды дальним ударом в кубковом матче против «Реал Вальядолид». «Команда мечты» Кройфа продолжала удерживать титул Ла Лиги в сезонах 1992/93 и 1993/94. Команда была усилена недавним подписанием Ромарио, снова вышла в финал Лиги чемпионов 1994 года, но была побеждена со счётом 0:4 командой Фабио Капелло «Миланом» в Афинах. «Мы все думали, что будем играть против кучки оборванцев, но они надрали нам задницы. „Милан“ был настолько лучше, что я надеялся, что игра скоро закончится», — объяснил Гвардиола этот финал. Кройф ушёл в 1996 году, а «Барселона» заняла 4-е место в сезоне 1994/95 и 3-е в сезоне 1995/96, но Гвардиола сохранил его позицию в центре полузащиты «Барсы».

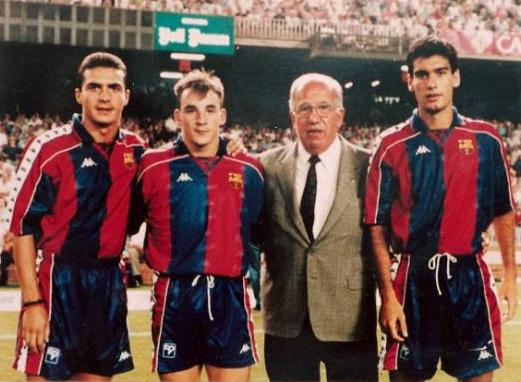
Гвардиола (справа) в составе «Барселоны» в 1992 году

В сезоне 1996/97 «Барселона» под руководством Бобби Робсона выиграла три кубка: Кубок Испании, Суперкубок Испании и Кубок обладателей кубков. К тому времени большая часть «Команды мечты» уже ушла, а на смену Христо Стоичкову и Микаэлю Лаудрупу пришли новые игроки, такие как Луиш Фигу и Роналдо. В 1997 году Гвардиола был назначен капитаном «Барселоны» при новом тренере Луи ван Гале, но травма икроножной мышцы вывела Гвардиолу из строя на большую часть сезона 1997/98, в котором «Барселона» выиграла чемпионат и кубок. В конце сезона «сине-гранатовые» отклонили предложения «Ромы» и «Пармы» (на сумму около 300 миллионов песет) о покупке Гвардиолы. После длительных и сложных переговоров по контракту он подписал новый контракт с каталонским клубом, который продлил его до 2001 года.
Хосеп вернулся в строй в следующем сезоне, и «Барселона» вновь выиграла чемпионат, во многом благодаря выступлениям Ривалдо и Луиша Фигу. 8 июня 1998 года Гвардиола перенёс операцию, чтобы попытаться залечить травму икры, из-за которой он пропустил чемпионат мира 1998 года в составе сборной Испании. Неудачный сезон 1999/2000 снова закончился операцией: полузащитник пропустил последние три месяца сезона из-за серьёзной травмы лодыжки. В сезоне 2000/01 «Барселона» не выиграла никаких серебряных наград и заняла 4-е место в лиге; тем не менее, она квалифицировалась в Лигу чемпионов. Хотя Гвардиола не всегда был согласен с ван Галом, он продолжал публично поддерживать голландского специалиста до его ухода в июне 2000 года.
11 апреля 2001 года капитан «Барселоны» объявил о своём намерении покинуть клуб после 17 лет службы. Он заявил, что это его личное решение и, отчасти, реакция на то, что, по его мнению, футбол движется в новом, более физическом направлении. 24 июня 2001 года игрок сыграл свой последний матч в составе «Барсы» в заключительной игре сезона против «Сельты». За 12 сезонов в составе первой команды Гвардиола провёл 479 матчей, выиграв 16 трофеев. На пресс-конференции после игры с «Сельтой» он сказал: «Это был долгий путь. Я счастлив, горд, доволен тем, как люди относились ко мне, и у меня появилось много друзей. Я не могу просить о большем. У меня было много лет в элите. Я приехал не для того, чтобы творить историю, а для того, чтобы творить свою собственную историю». Ряд будущих полузащитников «Барселоны», включая Хави, Андреса Иньесту и Сеска Фабрегаса, назвали Гвардиолу своим примером и героем.

### «Брешиа» и «Рома»
После ухода из «Барселоны» в 2001 году в возрасте 30 лет Гвардиола присоединился к команде Серии А «Брешии» в качестве замены Андреа Пирло в роли игрока глубины поля, где он играл вместе с Роберто Баджо под руководством тренера Карло Маццоне. В октябре 2001 года Хосеп был назначен капитаном команды, когда капитан и звезда Баджо травмировал колено.
22 ноября Итальянский олимпийский комитет объявил, что 21 октября Гвардиола сдал положительный результат на нандролон в моче после матча против «Пьяченца». 4 ноября после матча против «Лацио» результат снова был признан положительным. Гвардиола отрицал сознательное использование нандролона и в качестве возможного объяснения привёл загрязнённые пищевые добавки. В тот же период в Италии другие ведущие футболисты, такие как Яп Стам, Эдгар Давидс и Фернанду Коуту, также сдали положительный тест на нандролон. Все отрицали, а допинг-тесты комитета были поставлены под сомнение. Шесть лет спустя, 23 октября 2007 года Гвардиола был оправдан в употреблении допинга после апелляции, но только в сентябре 2009 года он был окончательно оправдан по делу о допинге, после того как были представлены новые доказательства. В конце марта 2002 года Гвардиола вернулся в «Брешию». Хотя ему пришлось пропустить много матчей из-за дисквалификации, каталонцу удалось привлечь интерес «Ромы», которая подписала его в начале июля 2002 года. В римском клубе у Гвардиолы был не самый удачный период, и он часто сидел на скамейке запасных. В январе 2003 года он вернулся в «Брешию» по просьбе Роберто Баджо, проведя за «Рому» всего четыре матча в чемпионате.

### «Аль-Ахли»
В 2003 году Гвардиола решил играть в Катаре в команде «Аль-Ахли» из Дохи в Лиге звёзд Катара, где играли многие великие игроки, такие как Габриэль Батистута. Он отклонил другое предложение от «Манчестер Юнайтед», так как хотел играть в другом месте. Он стал ключевым игроком лиги, его часто называли одним из лучших игроков лиги. Он также участвовал с клубом в Лиге арабских чемпионов, и в первом матче первого раунда этого соревнования Гвардиола промахнулся с пенальти на 19-й минуте, попав в перекладину, но затем реализовал свой второй пенальти в игре на 73-й минуте. В 2005-06 годах он отклонил предложения от ряда европейских команд, таких как «Манчестер Сити», «Манчестер Юнайтед» и «Челси», так как чувствовал, что его игровая карьера подходит к концу.

### «Дорадос де Синалоа»
В 2006 году Хуан Мануэль Лильо был назначен тренером мексиканского клуба «Дорадос де Синалоа». Лильо пригласил Гвардиолу играть за клуб, пока тот учился в школе тренеров в Аксокопане, Атлиско, штат Пуэбла. Его мексиканское приключение в итоге закончилось вылетом. В чемпионате 2006 года «Дорадос» занял 8-е место, но поскольку в Мексике для понижения в классе решающими являются результаты последних четырёх сезонов, клуб опустился в Ассенсо лигу. Гвардиола из-за травм успел принять участие лишь в десяти матчах чемпионата и забить свой единственный гол в ворота «Хагуарес де Чьяпас». В августе 2006 года Гвардиола получил предложение играть за аргентинский «Банфилд», но полузащитник отклонил это предложение и решил уйти из профессионального футбола через несколько месяцев, в ноябре 2006 года.

### Национальная сборная

#### Сборная Испании
Дебют Гвардиолы на взрослом уровне состоялся 14 октября 1992 года в матче с сборной Северной Ирландией (0:0) на «Уиндзор Парк» в рамках отборочного турнира чемпионата мира. В том же году стал капитаном сборной Испании, завоевавшей золотую медаль на Олимпийских играх в Барселоне. Именно в этом году он получил «Трофей Браво», который присуждается лучшему игроку мира в возрасте до 21 года. В период с 1992 по 2001 год Гвардиола сыграл более 47 раз и забил пять голов за основную сборную Испании. Он был членом испанской команды во время чемпионата мира 1994 года, где они дошли до четвертьфинала, проиграв сборной Италии со счётом 1:2. Из-за разногласий с Хавьером Клементе, тренером сборной Испании, он потерял место в команде и пропустил Евро-1996. В 1998 году он получил опасную для карьеры травму, из-за которой не смог принять участие в чемпионате мира 1998 года, но затем сыграл на Евро-2000, где вывел Испанию в четвертьфинал, на этот раз проиграв сборной Франции с тем же счётом 1:2. Он возглавлял полузащиту сборной Испании до своего последнего выступления за «красную фурию», выиграв со счётом 1:0 в товарищеском матче против сборной Мексики 14 ноября 2001 года; свой последний международный гол он забил в матче против сборной Швеции, сыграв вничью 1:1 во время своего 45-го выхода на поле.
Тренер сборной Испании Хосе Антонио Камачо не включил Пепа Гвардиолу в заявку сборной Испании на чемпионат мира 2002 года.
Всего сыграл за сборную Испании 47 игр и забил 5 голов.

#### Сборная Каталонии
Гвардиола также сыграл 7 товарищеских матчей за сборную Каталонии, будучи её капитаном в нескольких играх.

## Характеристика игрока

### Стиль игры

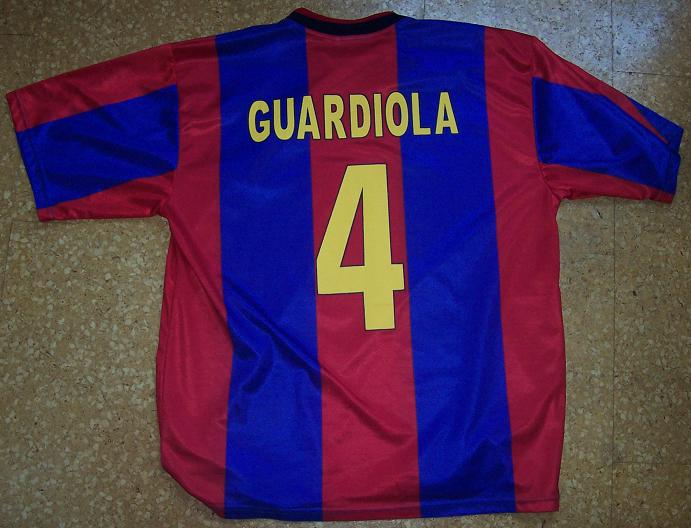
Во время своего пребывания в «Барселоне» Гвардиола носил майку с номером 4

Гвардиола был очень креативным, трудолюбивым, ловким и элегантным игроком, с хорошим виденьем, тактическим пониманием и умением читать игру; на протяжении всей своей карьеры он обычно играл на позиции центрального или оборонительного полузащитника перед задней линией своей команды, хотя он также был способен играть на более продвинутых позициях в полузащите. Хотя он был компетентен в обороне и мог прессинговать соперников, разрывая игру и эффективно выигрывая мяч благодаря командной работе и оборонительной позиции, он также имел тенденцию давать много фолов; поэтому, а также отчасти из-за своего стройного физического телосложения, он обычно действовал как плеймейкер в глубине поля перед защитой, где он преуспевал благодаря своим техническим способностям и умной, эффективной, точной игре в пас. Несмотря на отсутствие у него заметного темпа, способности к дриблингу, воздушного мастерства или сильных физических или атлетических качеств, Гвардиола на протяжении всей своей карьеры высоко ценился за своё видение, контроль, дальность паса, позиционное чутьё и спокойное самообладание при игре с мячом, что позволяло ему сохранять владение мячом под давлением и либо задавать темп игры своей команды в полузащите с помощью быстрых и сложных коротких обменов, либо переключать игру или создавать моменты с помощью более длинных передач.
Гвардиола был способен представлять угрозу для нападения, благодаря своей способности совершать атакующие забеги или наносить точные удары издалека; он также был эффективен в создании моментов и ударах по воротам со штрафных. Будучи капитаном «Барселоны» и сборной Испании, он также отличался лидерскими качествами на протяжении всей своей карьеры. Однако, несмотря на свои игровые способности, он был известен тем, что на протяжении всей своей карьеры был подвержен травмам.

### Игровые навыки
Игровой стиль Гвардиолы, который полагался на творчество, технику и движение мяча, а не на физические качества и темп, вдохновил нескольких будущих миниатюрных испанских полузащитников, таких как Хави, Андрес Иньеста, и Сеск Фабрегас, причём последний назвал его своим «кумиром». Бывший президент «Барселоны» Жоан Лапорта однажды назвал Гвардиолу «лучшим центральным полузащитником в нашей истории». Йохан Кройф считал его одним из лучших полузащитников своего поколения, это мнение разделяют Ричард Джолли из FourFourTwo и Марко Фраттино, последний из которых заявил в 2018 году: «Двадцать лет назад […] Пеп Гвардиола был одним из лучших полузащитников в мире». В 2020 году Мигель Валь из Marca посчитал его одним из величайших испанских игроков всех времён, описывая его как «мозг команды мечты „Барселоны“ под руководством Йохана Кройфа». В том же году Федерико Акве назвал его одним из лучших глубинных плеймейкеров в европейском футболе в период его расцвета, а Ли Буше из 90min.com даже включил его в список «Лучших глубинных плеймейкеров всех времён».

## Тренерская карьера

### «Барселона»

#### Команда Б

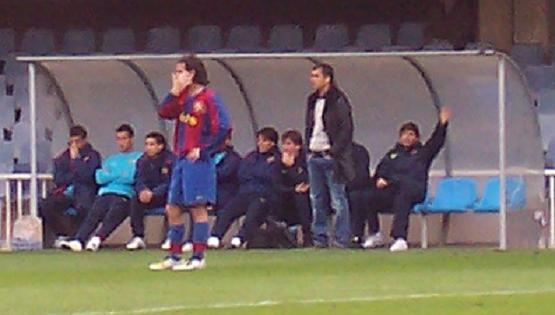
Хосеп Гвардиола в качестве тренера «Барселоны Б», матч против «Вилановы-и-ла-Желтру», февраль 2008 года

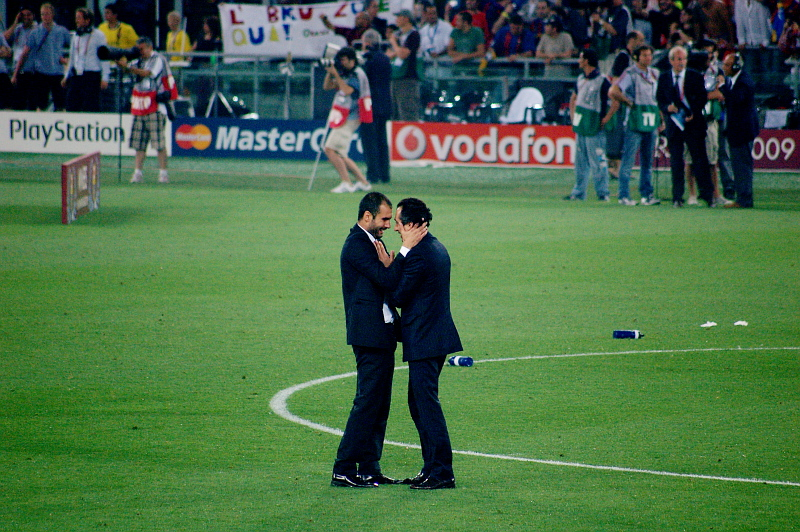
Гвардиола и Мануэль Эстиарте, бывший игрок в водное поло, хороший друг Гвардиолы и директор по внешним связям «Барселоны», после финала Лиги чемпионов 2009 года

Летом 2005 года Гвардиола, наряду с несколькими другими бывшими профессиональными футболистами, прошёл в Мадриде сокращённый курс обучения на «национального футбольного тренера», что позволило ему тренировать клубы высшего дивизиона. 21 июня 2007 года Хосеп Гвардиола был назначен тренером «Барселоны Б», а его помощником стал Тито Виланова. Хосеп сменил Кике Костаса. Под его руководством команда впоследствии выиграла свою группу третьего испанского дивизиона и вышла в плей-офф второго дивизиона, который команда выиграла, тем самым добившись повышения в классе. В мае 2008 года президент «Барселоны» Жоан Лапорта объявил, что Гвардиола будет назначен на пост главного тренера «Барселоны» вместо Франка Райкарда в конце сезона 2007/08. Согласно биографии Микаэля Лаудрупа 2013 года, именно он, а не Гвардиола, был главным кандидатом на пост тренера каталонского клуба.

#### Первый сезон в основной команде и исторический триумф (2008—2009)
После назначения Гвардиола заявил, что Роналдиньо, Деку, Самюэль Это’о и другие не входят в его планы на предстоящий сезон. К моменту этого заявления Джанлука Дзамбротта уже был продан в «Милан», атакующий полузащитник Джовани дос Сантос в «Тоттенхэм Хотспур» и полузащитник Эдмилсон в «Вильярреал». Деку отправился в «Челси», а Роналдиньо присоединился к Дзамбротте в «Милане». Лилиан Тюрам первоначально собирался перейти в «Пари Сен-Жермен» по свободному трансферу, но обнаруженное заболевание сердца остановило этот шаг, и игрок ушёл на пенсию, чтобы заняться своим здоровьем. Олегер подписал контракт с «Аяксом», Сантьяго Эскерро был отпущен «Барсой», а Марк Кросас был продан в «Селтик». Судьба Это’о не давала покоя большую часть лета, камерунца связывали с несколькими клубами, но Гвардиола в конце концов заявил, что он останется после его самоотверженной работы на тренировках и участия в предсезонке.
Совместно со спортивным директором «Барселоны» Чики Бегиристайном Гвардиола сделал несколько новых приобретений: Дани Алвес и Сейду Кейта прибыли из «Севильи»; Мартин Касерес из «Вильярреала» через «Рекреативо»; Жерар Пике вернулся из «Манчестер Юнайтед»; Александр Глеб был подписан из лондонского «Арсенала». Энрике также был подписан из «Палмейраса», но сразу же был отдан в аренду в леверкузенский «Байер». В интервью прессе Гвардиола подчёркивал более жёсткую рабочую этику, чем раньше, а также более индивидуальный подход во время тренировок и более тесные отношения с игроками. Наряду с новыми подписаниями, тренер перевёл в первую команду Серхио Бускетса, Педро и Хеффрена.
Первой игрой Гвардиолы в качестве тренера стал третий отборочный раунд Лиги чемпионов, в котором «Барса» дома легко обыграла польский клуб «Висла» со счётом 4:0 в первом матче. Во втором матче они проиграли со счётом 0:1, но прошли дальше, одержав общую победу со счётом 4:1. Повысившиеся «Нумансия» также обыграла «Барселону» в первом матче чемпионата, но затем команда продолжила непобедимую серию на протяжении более 20 матчей и поднялась на вершину лиги. Барса" сохранила своё место на вершине турнирной таблицы Ла Лиги, завоевав свой первый титул чемпиона с 2006 года, когда соперники «Реал Мадрид» проиграли «Вильярреалу» 16 мая 2009 года. Однако самый важный матч состоялся 2 мая, когда на стадионе «Сантьяго Бернабеу» «Барса» обыграла «Реал Мадрид» со счётом 6:2. Титул чемпиона стал вторым серебряным призом в первом сезоне Гвардиолы на «Камп Ноу». Ранее, 13 мая 2009 года, «Барселона» выиграла Кубок Испании, победив «Атлетик Бильбао» со счётом 4:1.
В полуфинале Лиги чемпионов против «Челси» поздний гол Андреса Иньесты в ответном матче на «Стэмфорд Бридж» вывел «Барселону» вперёд, а восторженный Гвардиола отпраздновал этот гол, пробежав по боковой линии рядом с празднующими игроками. В финале Лиги чемпионов «Барселона» обыграла «Манчестер Юнайтед» со счётом 2:0. Таким образом, «Барселона» стала первым испанским клубом, который выиграл Кубок страны, чемпионат и европейский клубный титул (требл) в одном сезоне. Этот сезон считается одним из лучших в истории клуба. Кроме того, он стал самым молодым тренером команды, выигравшей Лигу чемпионов.

#### Второй титул чемпиона Испании (2009—2010)

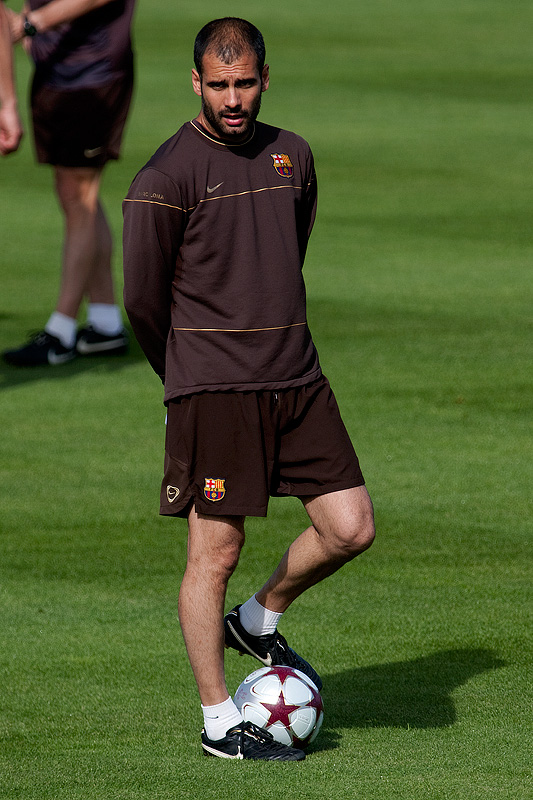
Гвардиола руководит тренировкой «Барселоны», июнь 2009 года

Во время второго сезона Гвардиолы в качестве тренера «Барселона» обменяла Самуэля Это’о и 46 миллионов евро на Златана Ибрагимовича из миланского «Интера». Многие игроки покинули клуб в то же трансферное окно — Эйдур Гудьонсен был продан в «Монако», у Силвиньо и Альберта Хоркеры закончились контракты, а другие игроки были отданы в аренду, включая Александра Глеба в «Штутгарт», Мартина Касереса в «Ювентус», Альберто Ботию в хихонский «Спортинг» и Виктора Санчеса в «Херес». «Барселона» начала сезон, победив «Атлетик Бильбао» в Суперкубке Испании и донецкий «Шахтёр» в Суперкубке УЕФА. 25 сентября 2009 года «Барселона» подарила тренеру 50-ю победу на профессиональном уровне в матче против «Малаги», а 19 декабря впервые в своей истории стала чемпионом Клубного чемпионата мира. Гвардиола завершил 2009 календарный год с рекордными шестью трофеями — чемпионатом, Кубком Испании, Лигой чемпионов, Суперкубком Испании, Суперкубком УЕФА и Клубным чемпионатом мира, став первым тренером в истории, которому это удалось. В январе 2010 года стал самым продолжительным испанским тренером «Барселоны», побив рекорд, ранее принадлежавший Хосепу Самитьеру. В том же месяце, 20 числа, он согласился на продление контракта на один год, чтобы остаться в «Барселоне» до конца сезона 2010/11.
В феврале 2010 года Гвардиола провёл свой 100-й матч за первую команду «Барселоны». Его рекорд составил 71 победу, 19 ничьих и 10 поражений при 242 голах за и 76 против. 10 апреля 2010 года он стал первым тренером в истории «Барселоны», который четыре раза подряд обыграл «Реал Мадрид» в Эль-Класико. «Барселона» дошла до полуфинала Лиги чемпионов 2009/10, но проиграла со счётом 3:2 миланскому «Интеру» Жозе Моуринью. Несмотря на это, им удалось выиграть свой 20-й титул Ла Лиги с 99 очками, победив дома «Реал Вальядолид» со счётом 4:0. На тот момент это было самое большое количество очков, когда-либо набранных среди всех основных лиг Европы. Титул Ла Лиги стал седьмым трофеем Гвардиолы в качестве тренера клуба, что позволило ему занять второе место после Йохана Кройфа с его 11 трофеями.
8 июня 2010 года Королевская федерация футбола Испании оштрафовала Гвардиолу на 15 000 евро после официального расследования, проведённого Комитетом по проведению соревнований в отношении его действий и комментариев во время и после матча против «Альмерии» 6 марта 2010 года. Гвардиола подошёл к четвёртому судье со злым умыслом, согласно официальному отчёту, обругал судью и говорил в его микрофон такие фразы, как «Вы ничего не понимаете». После матча Гвардиола обвинил Карлоса Клоса Гомеса и его помощника Хосе Луиса Гальего Гальдино во «лжи» в отчёте о матче. «Барселоне» было дано 10 дней на обжалование санкции. Телевизионные повторы подтвердили утверждения Гвардиолы. Игра закончилась со счётом 2:2.

#### Вторая победа в Лиге чемпионов (2010—2011)
В третьем сезоне Гвардиолы ушли два игрока, которые пришли в команду в прошлом сезоне: Дмитрий Чигринский вернулся в донецкий «Шахтёр», а Златан Ибрагимович перешёл в «Милан» на правах аренды. Рафаэль Маркес и Тьерри Анри были освобождены от своих контрактов и перешли в «Нью-Йорк Ред Буллз» из MLS; Яя Туре также покинул команду и перешёл в «Манчестер Сити» из английской Премьер-лиги. Клуб подписал Адриано из «Севильи», Давида Вилью из «Валенсии» и Хавьера Маскерано из «Ливерпуля». 14 июля 2010 года тренер подписал новый контракт с «Барселоной» до июня 2011 года.

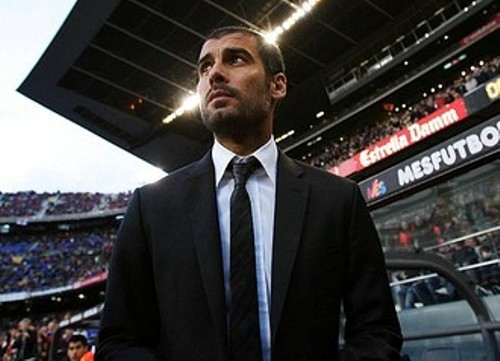
Гвардиола на «Камп Ноу»

21 августа «Барселона» обыграла «Севилью» со счётом 5:3 и выиграла Суперкубок Испании 2010 года, второй раз подряд. 29 ноября 2010 года «Барселона» обыграла «Реал Мадрид» со счётом 5:0, обеспечив Гвардиоле пять побед подряд в «Эль-Класико». 8 февраля 2011 года Гвардиола принял предложение клуба о продлении контракта на один год, подписав контракт до июня 2012 года. 16 февраля в первом матче 1/8 финала Лиги чемпионов «Барселона» потерпела поражение от «Арсенала» со счётом 1:2 на стадионе «Эмирейтс». Это поражение продлило рекорд Гвардиолы, который никогда не выигрывал выездной матч плей-офф Лиги чемпионов. 8 марта в ответном матче 1/8 финала Лиги чемпионов «Барселона» обыграла «Арсенал» со счётом 3:1, выиграв по сумме двух матчей 4:3, и вышла в четвертьфинал.
В начале апреля «Барселона» оторвалась на восемь очков от идущего на втором месте «Реала» в своём внутреннем чемпионате после ключевой выездной победы над «Вильярреалом», максимально использовав домашнее поражение «Реала» от хихонского «Спортинга», которое произошло ранее в тот же день. «Сине-гранатовым» удалось выйти в полуфинал Лиги чемпионов четвёртый год подряд — последние три при Гвардиоле — после победы над донецким «Шахтёром» со счётом 6:1 по сумме двух матчей.
«Барселона» продолжила свой поход в Ла Лиге во втором «Эль-Класико» на «Сантьяго Бернабеу», который закончился со счётом 1:1. Лионель Месси забил за свою команду с пенальти после удаления Рауля Альбиоля. Криштиану Роналду из «Реала» ответил на 80-й минуте матча с пенальти. Гвардиола потерпел своё первое поражение в финале Кубка Испании против мадридского «Реала». Роналду забил единственный гол на 103-й минуте матча в дополнительное время, принеся клубу первый титул с 2008 года, а также первый титул Жозе Моуринью в его новом клубе. В Лиге чемпионов, однако, «Барселона» обыграла «Реал Мадрид» (2:0) на «Бернабеу» в первом полуфинальном матче, и после ничьей 1:1 на «Камп Ноу» прошла во второй финал Лиги чемпионов за три года работы Гвардиолы в качестве тренера «Барселоны».
11 мая 2011 года «Барселона» выиграла чемпионат и завоевала третий подряд чемпионский титул после ничьей 1:1 с «Леванте». 28 мая «Барселона» победила «Манчестер Юнайтед» со счётом 3:1 на стадионе «Уэмбли» и выиграла Лигу чемпионов.

#### Победа на клубном чемпионате мира и последний сезон в Каталонии (2011—2012)
Четвёртый сезон Гвардиолы начался с ухода трёх долгоиграющих игроков «Барсы»: Габриэль Милито вернулся в старый аргентинский клуб «Индепендьенте», Хеффрен был продан в лиссабонский «Спортинг», а Боян Кркич был продан в «Рому». Были сделаны два громких подписания: Алексис Санчес перешёл из «Удинезе» за 26 миллионов евро плюс бонусы, а Сеск Фабрегас, бывший выпускник «Ла Масии», вернулся из «Арсенала» за 29 миллионов евро плюс бонусы. Для пополнения состава два игрока были переведены из молодёжной системы: Тьяго и Андреу Фонтас. Сезон начался с победы над мадридским «Реалом» со счётом 5:4 в Суперкубке Испании.

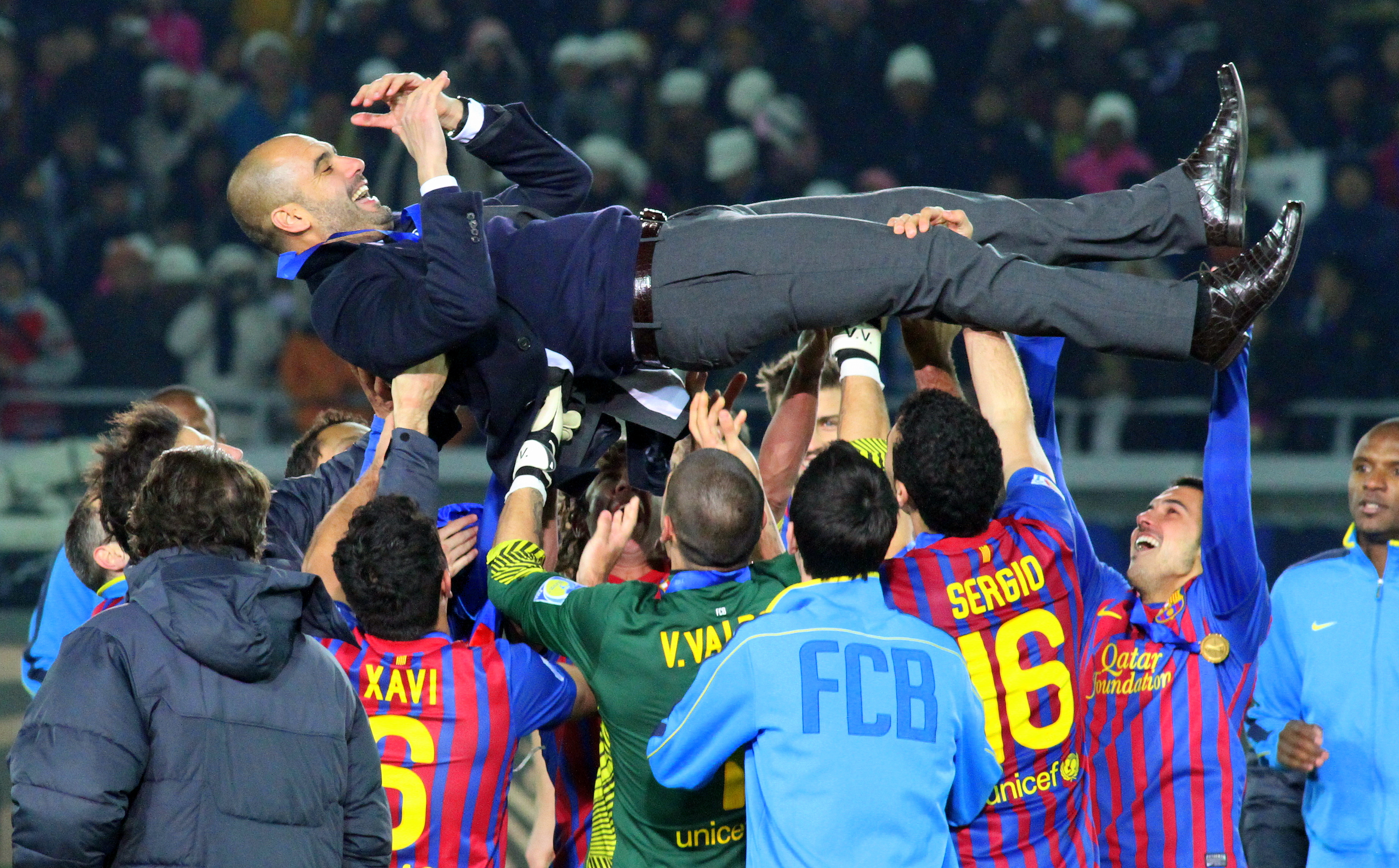
Гвардиола подбрасываемый игроками «Барселоны» после победы в матче клубного чемпионата мира 2011 года против «Сантоса».

Второй трофей сезона «Барселона» завоевала 26 августа, победив «Порту» в финале Суперкубка УЕФА со счётом 2:0. После победы над «Порту» он стал рекордсменом по количеству титулов, завоёванных в качестве тренера «Барселоны». Всего за три года он выиграл 12 трофеев. В ноябре того же года Гвардиола провёл свой 200-й матч за первую команду «Барселоны». Его рекорд составил 144 победы, 39 ничьих и 17 поражений при 500 голах за и 143 против.
«Барселона» завершила 2011 календарный год победой в Клубном чемпионате мира, обыграв бразильский клуб «Сантос» со счётом 4:0, что стало самым большим отрывом в финале Межконтинентального кубка/Клубного чемпионата мира с момента перехода на одноматчевый формат. Это был 13-й титул испанца за 16 сыгранных турниров. 9 января 2012 года он был назван лучшим тренером года по версии ФИФА. В свой 41-й день рождения он привёл свою команду к победе со счётом 2:1 над заклятыми соперниками «Реал Мадрид» в «Эль-Класико», обеспечив тем самым непобедимую серию над «Реал Мадридом» в регулярном чемпионате в качестве тренера. 21 апреля Гвардиола уступил титул чемпиона лидерам — мадридскому «Реалу», обыгравшему «Барселону» со счётом 1:2 и увеличившему свой отрыв в таблице до семи очков за четыре оставшихся матча. «Мы должны поздравить Мадрид с победой и титулом, который они также завоевали сегодня», — сказал Гвардиола после того, как его команда потерпела первое поражение дома за весь сезон.
24 апреля ничья 2:2 дома против «Челси» в ответном матче полуфинала Лиги чемпионов выбила «Барселону» из турнира при общем счёте 2:3. Это фактически оставило команду в Кубке Испании . Гвардиола подвергся критике за свою тактику и подбор состава. 27 апреля 2012 года он объявил, что уйдёт с поста тренера «Барселоны» по окончании сезона 2011/12. Во время пребывания на посту тренера с ним был заключён скользящий контракт, который ежегодно продлевался. В качестве основной причины своего решения он назвал усталость, а также отметил, что четыре года в таком клубе, как «Барселона», показались ему вечностью.
Гвардиола продолжал вести «Барселону» к победам в оставшихся матчах чемпионата сезона, а затем победил 3:0 в финале Кубка Испании. Его рекорд — 14 трофеев за четыре сезона — сделал его самым успешным тренером в истории «Барселоны». «Барселона» объявила, что его сменит Тито Виланова, который начнёт руководить первой командой в начале сезона 2012/13.

#### Перерыв в работе
После окончания работы в «Барселоне» Гвардиола взял годичный отпуск в Нью-Йорке. 7 января 2013 года он занял третье место в номинации «Тренер года 2012», уступив победителю Висенте дель Боске и занявшему второе место Жозе Моуринью. На пресс-конференции во время вручения «Золотого мяча» в Цюрихе Гвардиола сказал: «Я принял решение вернуться к тренерской работе, но кроме этого никакого решения принято не было. У меня нет команды, но я хотел бы вернуться к тренерской работе».

### «Бавария»

#### Дебютный сезон и «Золотой дубль» (2013—2014)
16 января 2013 года было объявлено, что Гвардиола займёт пост тренера мюнхенской «Баварии» после сезона 2012/13, заменив Юппа Хайнкеса на следующий сезон. Свою первую пресс-конференцию в качестве тренера клуба Бундеслиги он провёл 24 июня 2013 года на немецком языке, а через два дня провёл первую тренировку.

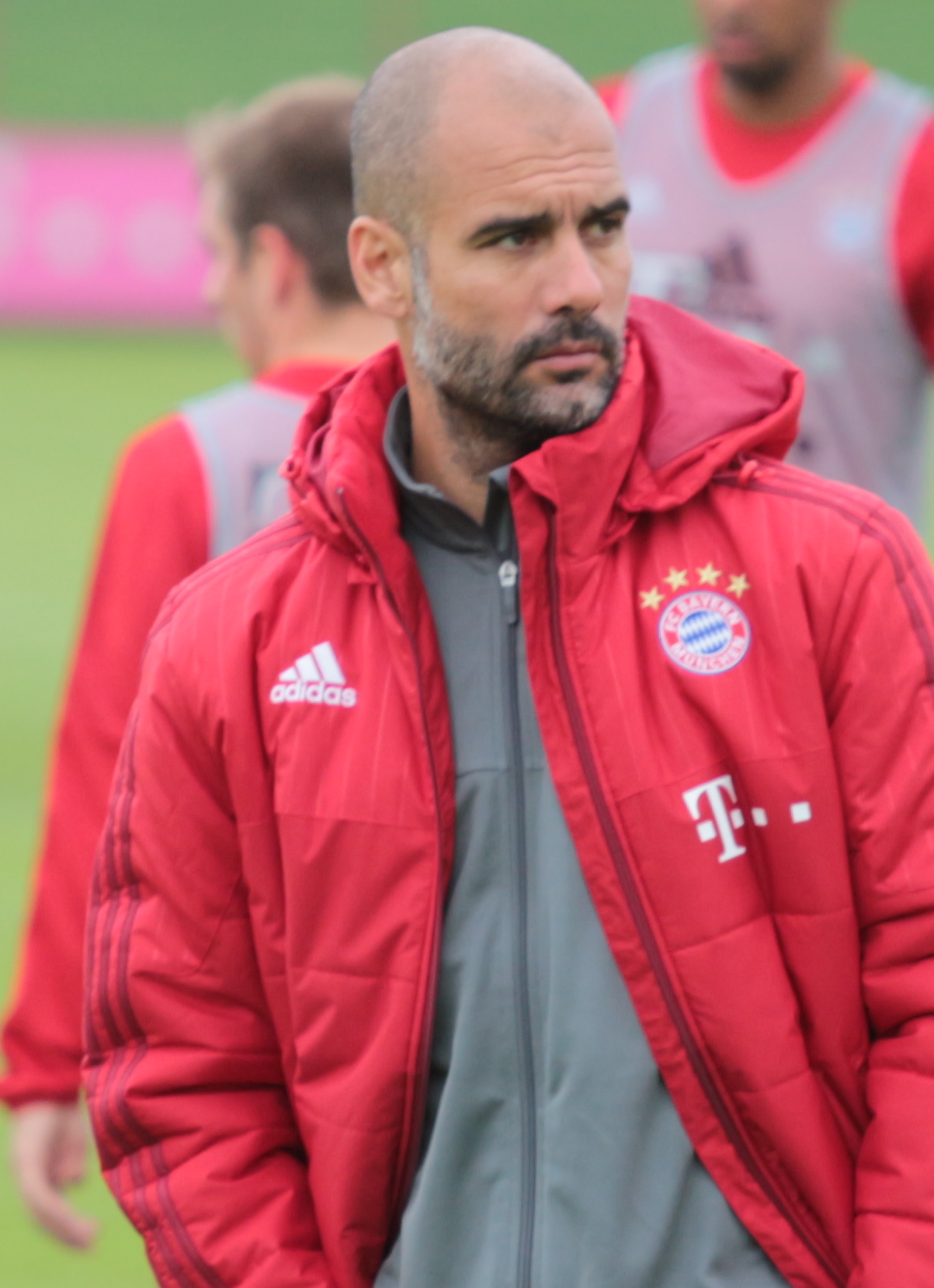
Гвардиола руководит мюнхенской «Баварией», ноябрь 2013 года

Его первым официальным матчем стал матч за Суперкубок Германии против дортмундской «Боруссии», в котором «Бавария» проиграла со счётом 2:4. Его первым трофеем с «Баварией» стал Суперкубок УЕФА 2013 года, в котором он победил давнего противника Жозе Моуринью, который только что вернулся на тренерскую работу в «Челси». «Бавария» победила «Челси» в серии пенальти после того, как Мануэль Нойер отбил удар Ромелу Лукаку. В декабре 2013 года Гвардиола выиграл свой третий Клубный чемпионат мира, победив «Раджу Касабланку» в Марокко. 25 марта 2014 года он привёл «Баварию» к 23-му титулу чемпиона Бундеслиги, победив «Герту» со счётом 3:1 на «Олимпиаштадионе» в Берлине. Когда до конца сезона оставалось семь матчей, это было самое раннее завоевание чемпионского титула в истории Бундеслиги, побив рекорд Карла-Хайнца Фельдкампа, установленный в предыдущем сезоне. Гвардиола побил его рекорд по самой длинной победной серии в начале его пребывания в клубе Бундеслиги. Фельдкамп не побеждал в своих первых 14 матчах во главе «Кайзерслаутерна» в сезоне 1978/79. Эта серия закончилась на отметке 28, когда в 29-м туре «Аугсбург» обыграл «Баварию» со счётом 0:1. Эта серия также положила конец 53-матчевой непобедимой серии «Баварии».
В полуфинале Лиги чемпионов «Бавария» сыграла с мадридским «Реалом». «Бавария» проиграла первый матч 0:1 и второй матч 0:4. После первого матча Гвардиола подвергся критике за свою тактику. Однако он защищал свой план. Также в первом матче Гвардиола проиграл свой первый матч на «Сантьяго Бернабеу». Он был непобедим в своих первых семи матчах на этом стадионе. Тренер взял вину за поражение на себя. Филипп Лам, однако, сказал: «это был коллективный провал, а не вина тренера Гвардиолы». Спортивный журнал Kicker «выделил» Гвардиолу как «ключ к кризису». Сезон 2013/14 он завершил победой в Кубке Германии со счётом 2:0 в дополнительное время.

#### Вторая победа в Бундеслиге (2014—2015)
Предсезонка началась 9 июля 2014 года, а первый товарищеский матч состоялся 18 июля 2014 года. Марио Манджукич был продан в мадридский «Атлетико», поскольку считал, что «игровой стиль наставника ему просто не подходит». 6 августа 2014 года «Бавария» приняла участие в матче всех звёзд MLS 2014 года в Портленде, штат Орегон. Командой всех звёзд руководил тренер «Портленд Тимберс» Кейлеб Портер. Матч закончился поражением «Баварии» со счётом 1:2. Отдельные инциденты, связанные с «грубой игрой» Освальдо Алонсо и Уилла Джонсона, заметно разозлили Гвардиолу, и после матча он отказался пожать руку Портеру. В результате одного из подкатов пострадал Бастиан Швайнштайгер.
«Бавария» проиграла Суперкубок Германии дортмундской «Боруссии» (0:2). Перед матчем испанец заявил, что «каждый финал важен, особенно в Дортмунде». Гвардиола использовал в матче схему 3-4-2-1. Гвардиола дал 17-летнему Джанлуке Гаудино дебютировать в Суперкубке и сделал его частью первой команды на постоянной основе из-за «серьёзной подготовки» во время предсезонки. В матче Лиги чемпионов «Бавария» разгромила «Рому» со счётом 7:1, что стало крупнейшей выездной победой «Баварии» в истории Лиги чемпионов. Первое поражение «Баварии» в чемпионате в этом сезоне — 1:4 от «Вольфсбурга». 11 марта 2015 года «Бавария» разгромила донецкий «Шахтёр» со счётом 7:0, одержав крупнейшую победу в истории Лиги чемпионов. В четвертьфинале Кубка Германии «Бавария» обыграла в серии пенальти леверкузенский «Байер». 15 апреля 2015 года «Бавария» прервала 11-матчевую непобедимую серию, проиграв «Порту» в Португалии со счётом 1:3. В «Баварии», в отличие от «Барселоны», клубный врач команды Ганс-Вильгельм Мюллер-Вольфарт не присутствовал на тренировках, так как у него была своя клиника в центре Мюнхена, где вёл самостоятельную работу. Более того, поскольку у мюнхенского клуба было второе место по количеству мышечных травм в Бундеслиге, а период лечения в Германии дольше среднего по сравнению с другими европейскими странами, тренер потребовал ежедневного присутствия врача команды на тренировках. Поскольку Мюллер-Вольфгарт отказался от этого, результатом стало расставание с многолетним врачом команды. В 100-м матче Гвардиолы в качестве главного тренера «Бавария» разгромила «Порту» со счётом 6:1. Благодаря этой победе «Бавария» вышла в четвёртый полуфинал Лиги чемпионов. 28 апреля 2015 года «Бавария» была выбита из Кубка Германии в серии пенальти. «Бавария» пропустила все четыре своих удара. В своём первом официальном матче против «Барселоны» «Бавария» проиграла 0:3. Немецкий клуб не смог нанести ни одного удара в створ ворот соперника. Впервые в своей карьере он проиграл четыре матча подряд (включая пенальти).

#### Последний сезон в «Баварии» (2015—2016)

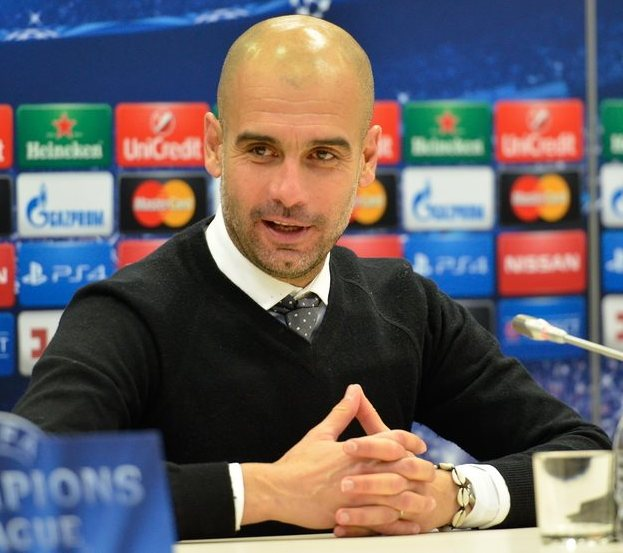
Гвардиола во время пресс-конференции в 2015 году

Предсезонная подготовка началась 1 июля 2015 года. В Кубке Telekom «Бавария» заняла 4-е место, проиграв «Аугсбургу» в полуфинале и уступив мёнхенгладбахской «Боруссии» в серии пенальти. Игровой сезон начался 1 августа 2015 года, когда «Бавария» проиграла в серии пенальти «Вольфсбургу» в Суперкубке Германии. Через четыре дня «Бавария» обыграла «Реал Мадрид» в финале Кубка Ауди. Затем 9 августа 2015 года «Бавария» выиграла в первом раунде Кубка Германии. В чемпионате «Бавария» выиграла свои первые десять матчей. Первый раз они потеряли очки 30 октября 2015 года в матче с франкфуртским «Айнтрахтом» (0:0), а первое поражение в чемпионате было 5 декабря 2015 года в матче с мёнхенгладбахской «Боруссией» (3:1). На групповом этапе Лиги чемпионов «Бавария» выиграла группу F, победив в пяти из шести матчей. Единственное поражение «Баварии» на групповом этапе Лиги чемпионов было 20 октября против лондонского «Арсенала». Это было первое поражение «Баварии» во всех турнирах в сезоне 2015/16. 19 декабря «баварцы» закончили первый круг чемпионата в качестве лидера с 46 очками, на восемь очков опережая дортмундскую «Боруссию». На следующий день «Бавария» подтвердила, что Гвардиола покидает клуб после истечения его контракта в конце сезона, а Карло Анчелотти заменит его в сезоне 2016/17. 3 мая 2016 года «Бавария» Гвардиолы проиграла мадридскому «Атлетико» на стадии полуфинала Лиги чемпионов, тем самым лишив его последнего шанса выиграть титул Лиги чемпионов с баварским клубом.
Последний матч Гвардиолы состоялся 21 мая 2016 года. «Бавария» победила дортмундскую «Боруссию» в серии пенальти. Он одержал 82 победы, 11 ничьих и девять поражений в Бундеслиге; 14 побед, три ничьи и ни одного поражения в Кубке Германии; 23 победы, пять ничьих и восемь поражений в Лиге чемпионов. Он также одержал две победы, две ничьи и два поражения в Клубном чемпионате мира, Суперкубке УЕФА и Суперкубке Германии. В неофициальных турнирах он одержал шесть побед, одну ничью и одно поражение.

### «Манчестер Сити»

#### Адаптация в Англии и третье место в чемпионате (2016—2017)
«Я никогда не бывал на стадионах, где ветрено, где плохие поля. Так почему бы не приехать сюда, где ветрено и морозно, и играть в своём стиле?»
1 февраля 2016 года «Манчестер Сити» объявил о подписании трёхлетнего контракта с Гвардиолой с зарплатой 20 миллионов евро в год. Испанец официально возглавил клуб 1 июля 2016 года. Летом клуб подписал несколько важных контрактов, включая полузащитников Илкая Гюндогана из дортмундской «Боруссии» и Нолито из «Сельты», нападающего Лероя Зане из «Шальке 04» и защитника Джона Стоунза из «Эвертона». Он также неоднозначно заменил давно выступающего вратаря Джо Харта на Клаудио Браво из его бывшего клуба «Барселона»; после того, как Харт не смог впечатлить Гвардиолу на предсезонке, он был отдан в аренду в «Торино» до конца трансферного окна и больше не появлялся в составе клуба.
Первый предсезонный матч Гвардиолы «Манчестер Сити» проиграл со счётом 0:1 своей бывшей команде «Баварии». 13 августа 2016 года в первом официальном матче под его руководством «горожане» со счётом 2:1 одержали победу над «Сандерлендом». 10 сентября Гвардиола одержал победу в первом для себя манчестерском дерби, обыграв 2:1 «Манчестер Юнайтед»; это была также его шестая победа над своим «соперником» Жозе Моуринью. К концу сентября Гвардиола выиграл все свои первые десять матчей во главе «Сити», а его команда возглавила турнирную таблицу Премьер-лиги, имея преимущество в четыре очка над занимающим второе место «Тоттенхэм Хотспур». Хотя затем он потерпел первое поражение в качестве тренера английского клуба, проиграв «Тоттенхэму» со счётом 0:2, перед международным перерывом его команда сохранила преимущество в одно очко в турнирной таблице.
После перерыва форма команды ухудшилась; домашняя ничья с «Саутгемптоном» 23 октября 2016 года означала, что Гвардиола сравнял свой рекорд по количеству матчей без побед. Неудачное выступление «Сити» продолжилось в Кубке Футбольной лиги, из которого он выбыл после поражения 0:1 от «Манчестер Юнайтед». Это был шестой матч испанского специалиста без побед во всех турнирах, что стало худшим результатом в его карьере тренера. 15 января 2017 года «Манчестер Сити» проиграл «Эвертону» со счётом 0:4; это было самое крупное поражение Гвардиолы в истории его руководства во внутренних чемпионатах. «Сити» Гвардиолы выбыл в последнем 16-м туре Лиги чемпионов, проиграв «Монако» в гостях после суммарной ничьей 6:6. Вторая игра стала его 100-й игрой в качестве тренера в европейских соревнованиях, и он пришёл к этой отметке с лучшим рекордом среди всех тренеров, одержав 61 победу и 23 ничьи (на одну ничью больше, чем предыдущий рекордсмен, бывший тренер Гвардиолы в «Барселоне» Луи ван Гал).
После поражения от «Арсенала» в полуфинале Кубка Англии Гвардиола закончил сезон без трофея — впервые в своей карьере тренера. На фоне нецензурных криков о том, что его называют «одним из крупнейших мошенников», он заявил, что роль тренера в «Сити» «может стать его последней командой» в качестве тренера, и заявил, что не выиграть ни одного трофея из четырёх, доступных «Сити», — это «провал». Однако он выразил желание улучшить ситуацию в следующем сезоне.

#### Первый титул Премьер-лиги (2017—2018)
В летнее трансферное окно Гвардиола определил оборонительные позиции, которые требовали усиления для «Сити», чтобы побороться за титул чемпиона, особенно на позициях вратаря и защитника. Из-за неудач Браво в предыдущем сезоне новым основным вратарём был назначен Эдерсон. Также были подписаны фланговые защитники Бенжамен Менди и Кайл Уокер, при этом были выведены из состава все нынешние возрастные защитники клуба: Александар Коларов, Гаэль Клиши, Бакари Санья и Пабло Сабалета. Кроме того, Бернарду Силва и Данило были приобретены у «Монако» и «Реала» соответственно.

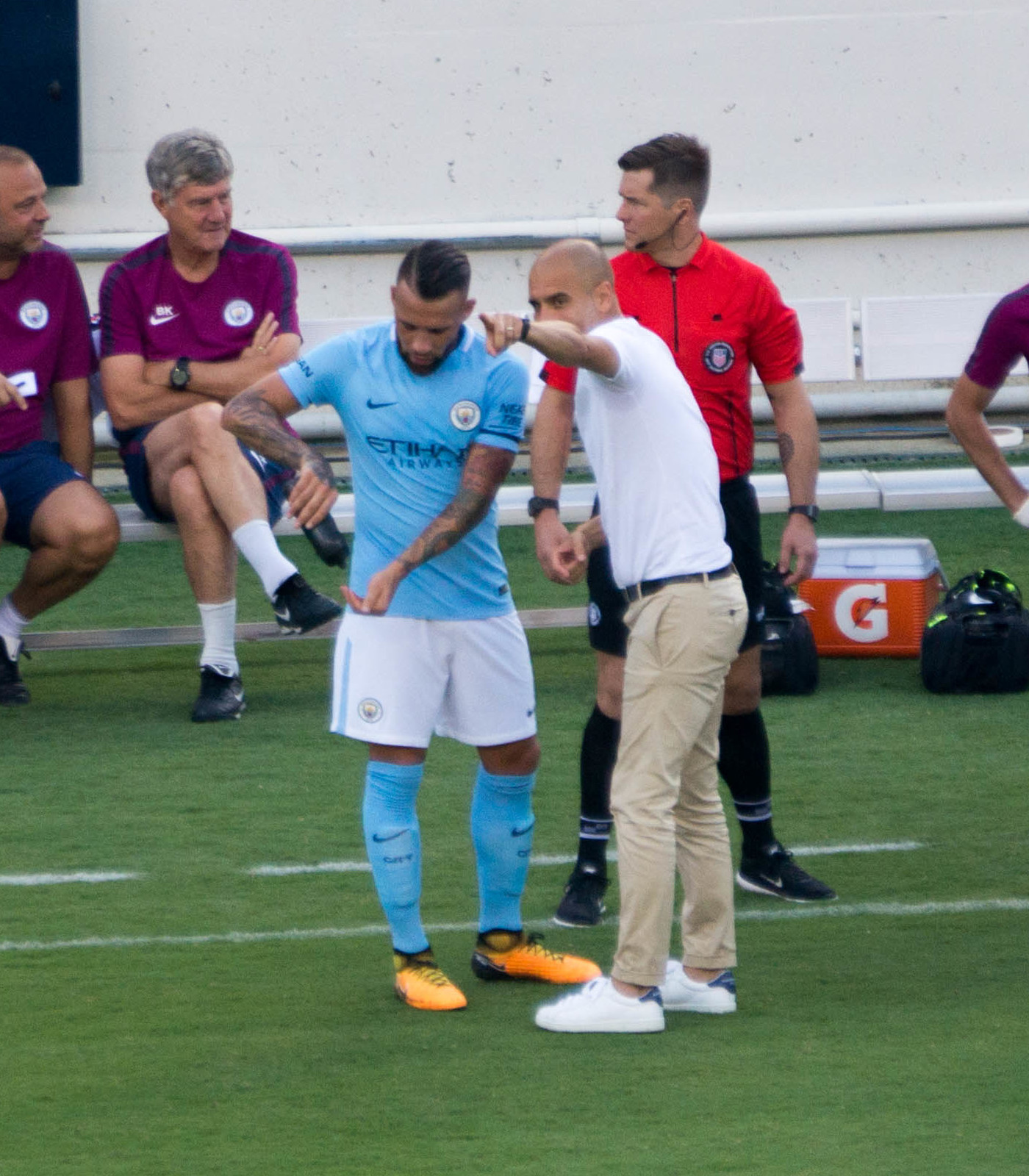
Гвардиола даёт указания Николасу Отаменди во время товарищеского матча против «Тоттенхэм Хотспур» в 2017 году

25 февраля 2018 года «Сити» обыграл «Арсенал» со счётом 3:0 и выиграл Кубок Футбольной лиги, что стало первым трофеем Гвардиолы. В марте он был подвергнут санкциям Футбольной ассоциации за ношение жёлтой ленты во время матчей Премьер-лиги — ленты, используемой для призыва к освобождению политиков и активистов, находящихся под судом в результате процесса суверенитета Каталонии, некоторые из которых находились в предварительном заключении. 15 апреля «Сити» был признан чемпионом Премьер-лиги после поражения «Манчестер Юнайтед» со счётом 0:1 от «Вест Бромвич Альбион». Закончив сезон с рекордными 100 очками, испанец подписал новый контракт с «Сити» до 2021 года.

#### Полное доминирование и очередные титулы (2018—2019)
Во время третьего сезона Гвардиолы в качестве тренера «Сити» подписал Рияда Махреза из «Лестер Сити» за 60 миллионов евро. 5 августа «Сити» начал сезон с победы 2:0 над обладателями Кубка Англии «Челси» и выиграл Суперкубок Англии 2018 года.
24 февраля 2019 года его команда сыграла с «Челси» в финале Кубка Футбольной лиги, который состоялся на стадионе «Уэмбли». Игра закончилась со счётом 0:0 после дополнительного времени, но «Манчестер Сити» выиграл 4:3 по пенальти и второй год подряд сохранил трофей. 9 апреля «Сити» встретился с «Тоттенхэм Хотспур» в первом матче четвертьфинала Лиги чемпионов, который проходил на новом стадионе «Тоттенхэма». Игра закончилась поражением «Сити» со счётом 0:1. Второй матч состоялся на стадионе «Этихад» 17 апреля, где команда Гвардиолы победила «Тоттенхэм» со счётом 4:3, причём пятый гол «Сити» на последней минуте был отменён. Из-за того, что общий счёт был ничейным 4:4, «Тоттенхэм» прошёл в полуфинал по голам на выезде. 12 мая Гвардиола завоевал второй подряд титул чемпиона Премьер-лиги.
Его команда набрала 98 очков, на одно очко опередив «Ливерпуль», после победы со счётом 4:1 над «Брайтон энд Хоув Альбион» в заключительном матче сезона. 18 мая «Сити» обыграл «Уотфорд» со счётом 6:0 в финале Кубка Англии, став первой в истории мужской командой Англии, выигравшей внутренний требл.

#### Победа в Кубке футбольной лиги и серебро лиги (2019—2020)
Во время летнего трансферного окна Гвардиола сделал два крупных приобретения: защитника Жуана Канселу из «Ювентуса» за 27,4 млн евро плюс Данило и полузащитника Родри из мадридского «Атлетико» за 62,8 млн евро, что стало клубным рекордом. Эти приобретения означали, что стоимость состава «Сити» превысила €1 млрд, став первым футбольным клубом в мире, которому удалось добиться состава с такой стоимостью. «Сити» начал сезон 4 августа с победы над «Ливерпулем» со счётом 5:4 по пенальти и второй год подряд выиграл Суперкубок Англии. Во время матча Гвардиола также стал первым тренером Премьер-лиги, получившим жёлтую карточку от судьи. 1 марта 2020 года «Манчестер Сити» победил «Астон Виллу» со счётом 2:1 в финале Кубка футбольной лиги, завоевав для Гвардиолы и «Сити» третий подряд Кубок лиги. В Премьер-лиге 2019/20 «Манчестер Сити» занял 2-е место, отстав от чемпиона «Ливерпуля» на 18 очков. После победы над мадридским «Реалом» в 1/8 финала Лиги чемпионов 2019/20 команда Гвардиолы встретилась с «Лионом» в одиночном четвертьфинале 15 августа 2020 года. «Сити» проиграл матч со счётом 1:3, таким образом, выбыв в четвертьфинале третий сезон подряд.

#### Четыре чемпионства подряд и второй «требл» (2020—2024)
В преддверии сезона 2020/21 Гвардиола укрепил оборону, подписав Рубена Диаша из «Бенфики» и Натана Аке из «Борнмута»; он также пополнил атакующую линию, подписав Феррана Торреса из «Валенсии». 19 ноября 2020 года Гвардиола подписал новый двухлетний контракт с «Манчестер Сити» до лета 2023 года.
В этом сезоне оборона «Сити» значительно улучшилась по сравнению с прошлой кампанией: Рубен Диаш и Джон Стоунз сформировали связку центральных защитников, которые пропустили всего один гол в двенадцати проведённых вместе матчах.
31 января 2021 года Гвардиола провёл свой 500-й матч в качестве тренера, когда «Сити» обыграл «Шеффилд Юнайтед» (1:0) в Премьер-лиге. «Сити» выиграл все девять матчей в январе и стал командой с наибольшим количеством побед (9) за один месяц в четырёх высших уровнях английского футбола с момента создания Футбольной лиги в 1888 году. 8 февраля Гвардиола одержал свою первую победу на «Энфилде» в качестве тренера, когда «Сити» разгромил чемпионов «Ливерпуль» со счётом 4:1 и вышел на пять очков вперёд в турнирной таблице Премьер-лиги с одной игрой в запасе. 10 февраля после победы 3:1 над «Суонси Сити» в Кубке Англии команда Гвардиолы побила рекорд самой длинной победной серии в истории английского футбола: «Сити» одержал пятнадцать побед подряд во всех турнирах. 25 апреля Гвардиола выиграл свой четвёртый Кубок футбольной лиги, победив в финале «Тоттенхэм Хотспур» со счётом 1:0. 4 мая Гвардиола вывел «Сити» в свой первый финал Лиги чемпионов, обыграв в полуфинале «Пари Сен-Жермен» со счётом 4:1. 11 мая Гвардиола выиграл свой третий титул чемпиона Премьер-лиги после того, как «Манчестер Юнайтед» проиграл дома «Лестер Сити». 29 мая в финале Лиги чемпионов «Сити» Гвардиолы уступил «Челси» со счётом 0:1. После матча он подвергся критике за выбор состава за отсутствие в нём полузащитника оборонительного плана. Главный тренер соперника Томас Тухель также признался, что был удивлён, не увидев полузащитника Фернандиньо в стартовом составе «Сити». Гвардиола оправдал выход Гюндогана в обороне, ссылаясь на его прошлый опыт игры в обороне и способность находить полузащитников между компактными оборонительными линиями.

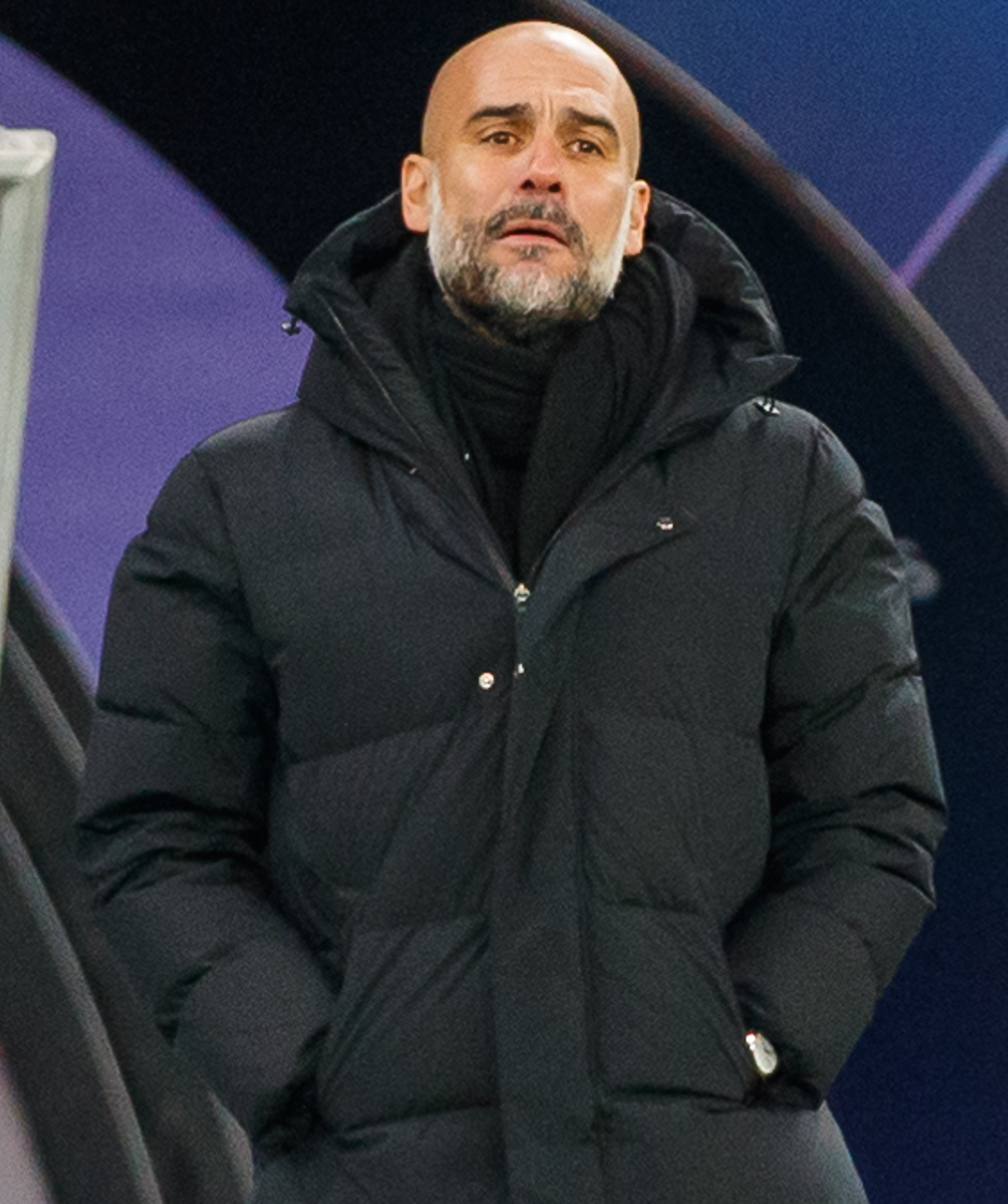
Гвардиола в качестве тренера «Манчестер Сити», 2021 год

В летнее трансферное окно 2021 года «Манчестер Сити» объявил о подписании Джека Грилиша за сумму 100 миллионов фунтов, тем самым побив британский трансферный рекорд. 25 сентября испанец обогнал Леса Макдойла по количеству побед в качестве менеджера «Сити», после того, как «горожане» обыграли «Челси» на выезде со счётом 1:0. В полуфинале Лиги чемпионов Гвардиола встретился с мадридским «Реалом». В первом матче на стадионе «Этихад» «голубые» обыграли «сливочных» со счётом 4:3. Ответный матч прошёл 4 мая 2022 года на «Сантьяго Бернабеу»: на 73-й минуте Махрез открыл счёт, однако затем Родриго оформил дубль, а на 5-й добавленной минуте Карим Бензема реализовал пенальти и помог «Реалу» выйти в финал турнира. 22 мая 2022 года «Ман Сити» обыграл «Астон Виллу» 3:2 и во второй раз подряд выиграл Премьер-лигу. Выиграв свой 4-й чемпионский титул, испанец обогнал по этому показателю Арсена Венгера и Моуринью, а также стал вторым тренером по количеству трофеев АПЛ, после Алекса Фергюсона.
Перед началом сезона 2022/23 Гвардиола подписал нападающих Эрлинга Холанна из дортмундской «Боруссии» и Хулиана Альвареса из «Ривер Плейта», защитника Мануэля Аканджи из той же «Боруссии», вратаря Штефана Ортегу из «Арминии» и полузащитника Калвина Филлипса из «Лидс Юнайтед». 23 ноября 2022 года испанец подписал новый контракт с «горожанами» до 2025 года. В этом сезоне «Манчестер Сити» в третий раз подряд выиграл титул Премьер-лиги и пятый под руководством специалиста. 3 июня 2023 года «голубые» обыграли в финале Кубка Англии «Манчестер Юнайтед» со счётом 2:1 и выиграли «золотой дубль». 10 июня Гвардиола привёл клуб к первому титулу Лиги чемпионов, обыграв в финале миланский «Интер» со счётом 1:0, благодаря чему «горожане» выиграли «требл».
В летнее трансферное окно команду покинули два игрока на правах свободного агента: Илкай Гюндоган и Бенджамен Менди. Кроме этого, Эмерик Ляпорт и Махрез были проданы в саудовские «Ан-Наср» и «Аль-Ахли» соответственно. «Горожане» подписали Йошко Гвардиола из «РБ Лейпциг» за 90 млн евро и Матео Ковачича из «Челси» на правах свободного агента. Также Гвардиола подписал Матеуса Нунеса из «Вулверхэмптон Уондерерс» за 53 млн евро и молодого бельгийца Жереми Доку из «Ренна» за 60 млн евро.
16 августа 2023 года Гвардиола завоевал рекордный четвёртый титул обладателя Суперкубка УЕФА, став первым в истории менеджером, выигравшим этот трофей с тремя разными клубами: после ничьей 1:1 «манкунианцы» победили «Севилью» по пенальти 5:4.

## Тренерский стиль

### Тактические расстановки
«Я ненавижу перепасовку ради самой перепасовки, ненавижу «тики-таку». Это всё хлам, который не имеет цели. Тебе нужно отдавать пас с чётким намерением, с целью в итоге забить гол сопернику. «Барса» не играла в «тики-таку». Это полностью выдумано».
При предшественнике Гвардиолы, Франке Райкарде, «Барселона» была известна своей схемой 4-3-3 с большим количеством ярких моментов, где центральное место в атаке занимал Роналдиньо. Однако при Гвардиоле команда стала более дисциплинированной, уделяя больше внимания владению мячом, а также дисциплинированному и агрессивному прессингу. Лидером в обороне и «правой рукой» Гвардиолы был Рафаэль Маркес, который создавал шансы с задней линии благодаря своим длинным мячам. Он часто играл в высокой оборонительной линии с защитниками (особенно с Дани Алвесом), выдвинутыми высоко вверх по своим сторонам, полагаясь на пас Хави и Андреса Иньесты, чтобы сохранить владение мячом, и применяя прессинг без мяча. Во время игры нападающего Самуэля Это’о в «Барселоне» Лионель Месси был задействован на позиции правого нападающего, хотя после его ухода Месси в основном играл на позиции центрального нападающего в качестве «ложной девятки».
В сезоне 2011/12 Гвардиола всё чаще использовал схему 3-4-3, особенно при игре с двумя нападающими, используя Сеска Фабрегаса в качестве атакующего полузащитника и Серхио Бускетса в качестве центрального полузащитника. Йохан Кройф ранее использовал эту схему в качестве основного тактического подхода, когда Хосеп играл за «Барселону». Гвардиола использовал эту тактику в победе 5:0 над «Вильярреалом» с Хавьером Маскерано, Серхио Бускетсом и Эриком Абидалем в качестве задней тройки и Сейду Кейтой в качестве защитника в полузащите. На протяжении всей своей карьеры Маскерано, Кейта и Бускетс играли в основном на позиции полузащитников, а Абидаль — на позиции защитника, то есть Гвардиола не задействовал ни одного центрального защитника в победе 5:0. Это же он повторил четыре года спустя в победе «Баварии» над леверкузенским «Байером» со счётом 3:0, когда он выставил заднюю тройку в составе Давида Алабы, Филиппа Лама и Хаби Алонсо. Хотя некоторые зрители считают, что основной причиной применения схемы 3-4-3 была нехватка защитников, в более позднем матче Лиги чемпионов против «Милана» на «Камп Ноу» он применил эту тактику с большинством своих игроков, доступных для выбора. Будучи тренером «Баварии», он также использовал расстановку 3-4-3 во время первого матча полуфинала Лиги чемпионов против своего прошлого клуба «Барсы».
Хотя большое внимание уделяется сохранению владения мячом и диктату игры, команды Гвардиолы известны своим прессингом. Игроки коллективно прессингуют и преследуют соперника, пытаясь вернуть себе владение мячом. Этот коллективный прессинг осуществляется только в начальной трети поля соперника, где меньше пространства, а защитники и/или вратарь могут быть не так хороши в дриблинге или передаче мяча, как полузащитники. В «Барселоне» это называлось «правилом шести секунд», согласно которому команда должна стремиться вернуть себе владение мячом в течение шести секунд, поскольку именно в это время игроки соперника могут находиться не на своих позициях после перехода владения мячом и быть наиболее восприимчивыми к отъёму мяча или вынужденной ошибке. Если мяч не был возвращён в течение шести секунд, игроки должны были отказаться от коллективного прессинга для экономии энергии и вернуться к компактным позициям с людьми за мячом, чтобы сопернику было трудно их сломить. Правило «шести секунд» было в основном отменено после его ухода из «Барселоны». Однако принцип быстрого возвращения мяча после перехвата владения им остался в «Баварии» и «Манчестер Сити».
По мере того как высокий прессинг становился всё более заметным, Гвардиола стремился противопоставить ему вратарей и защитников, умеющих распределять как длинные, так и короткие мячи. В «Манчестер Сити» Эдерсон регулярно разыгрывал точные длинные мячи на поле, когда «Сити» находился под сильным прессингом, иногда выводя всю команду из игры, создавая ситуации 1 на 1 для нападающих «Сити». Чтобы не попасться на дальнюю передачу из трети обороны «Сити», защита соперника осторожно опускалась в глубину поля, несмотря на высокий прессинг нападающей линии, создавая тем самым пространство в центре поля. Благодаря превосходному распределению Эдерсона, способному находить бегунов полузащиты «Сити» в пространстве, игра открывалась, что иногда приводило к голевым моментам для «Сити».
Подход Гвардиолы к игре эволюционировал с годами. После изучения стиля, аналогичного Тотальному футболу, под руководством голландца Йохана Кройфа, на Гвардиолу особенно повлияло время, проведённое им в качестве игрока в Мексике под руководством его друга и тренера в «Дорадос» Хуана Мануэля Лильо. Гвардиола также обратился за помощью к Марсело Бьелсе, чтобы перенять его опыт. Его редакционные статьи для El Pais во время чемпионата мира 2006 года, восхваляющие испанскую команду Луиса Арагонеса и мексиканскую команду Рикардо Лавольпе, показывают степень его почитания атакующего футбола, основанного на владении мячом, в котором защитники вместе с вратарём играют сзади, который Хосеп позже неоднократно называл своим главным источником вдохновения. В одной из своих редакционных статей он назвал Зинедина Зидана лучшим защитником Франции, указав на то, что переработка владения мячом сама по себе является ключевой оборонительной тактикой, что впоследствии стало синонимом команд Гвардиолы. Филипп Лам, который играл с Гвардиолой в «Баварии», отметил, что тактика испанца была в основном «наступательной тактикой Сакки», созданной по образцу команды итальянца Арриго Сакки «Милана» конца 1980-х годов, с акцентом на плавное движение, быстрое восстановление и сохранение владения мячом, что резко контрастировало со строго оборонительным стилем «катеначчо», который эффективно использовали Жозе Моуринью и позже Диего Симеоне; и что Гвардиола развил свой подход, который, похоже, теперь представлял собой смесь обоих этих стилей.
В «Барселоне» он часто использовал схему 4-3-3 с инвертированными вингерами и атакующими защитниками, которые перекрывали друг друга и обеспечивали ширину игры команды, а также схему 3-4-3; позже он также использовал эти схемы в «Баварии» и «Манчестер Сити». В схеме 3-4-3 защитники Серхио Бускетс в «Барсе» и Хаби Алонсо в «Баварии» иногда отходили назад в заднюю линию и выполняли роль дополнительного защитника; эта роль была похожа на ту, которую Гвардиола играл под руководством Кройфа в «Барселоне». В «Баварии» он также использовал в полузащите защитников Лама и Йозуа Киммиха. Во время работы в Испании Гвардиола также начал использовать «ложную девятку», ставя Лионеля Месси в центр атакующей линии команды, который отходил глубоко в полузащиту, чтобы обеспечить команде численное преимущество в центре поля. В «Манчестер Сити», поэкспериментировав с несколькими формациями, он использовал современную версию 3-2-2-3 в сезоне 2022/23, в котором «горожане» выиграли «требл». Он использовал центрального защитника Джона Стоунза в гибридной оборонительной и креативной роли в полузащите, которую Джонатан Уилсон из The Guardian сравнил с ролями либеро и флангового полузащитника в 2023 году. Гвардиола также использовал перевёрнутых центральных защитников, которые смещались внутрь и занимали центральные зоны поля, а также играл в более физическом и прямом стиле, чем в предыдущие сезоны, используя Эрлинга Холанна в качестве традиционного нападающего.

### Имидж
Эксперты считают Гвардиолу одним из величайших тренеров всех времён, с ним часто связывают успехи сборных Испании и Германии в 2010-х годах, в обеих командах было много игроков первой команды, которых он тренировал.
Тактику, применяемую Гвардиолой, сравнивают с гегенпрессингом, используемым Юргеном Клоппом, который повлиял на подходы таких специалистов, как Маурисио Почеттино, Маурицио Сарри, Томас Тухель, и Луис Энрике; а также на подходы в других видах спорта, таких как регби.
Навязчивую подготовку и зацикленность Гвардиолы на том, что могут сделать его соперники, винят в некоторых ключевых поражениях с «Баварией» и «Манчестер Сити» в Лиге чемпионов, которую он не выигрывал на протяжении десятилетия, с 2011 года. Илкай Гюндоган сказал, что «Сити» «слишком усложняет» всё, в то время как Кевин Де Брёйне сетовал на «ту же старую историю» после того, как «Сити» проиграл «Лиону» в четвертьфинале Лиги чемпионов 2020 года.

## Достижения

### Достижения в качестве игрока
«Барселона»
- Чемпион Испании (6): 1990/91, 1991/92, 1992/93, 1993/94, 1997/98, 1998/99
- Обладатель Кубка Испании (2): 1996/97, 1997/98
- Обладатель Суперкубка Испании (4): 1992, 1993, 1995, 1997
- Победитель Лиги чемпионов УЕФА: 1991/92
- Финалист Лиги чемпионов УЕФА: 1993/94
- Обладатель Кубка обладателей кубков: 1996/97
- Обладатель Суперкубка УЕФА (2): 1992, 1997

Сборная Испании
- Олимпийский чемпион: 1992

Личные достижения
- Обладатель Трофея Браво: 1992[270]
- Входит в состав символической сборной чемпионата Европы 2000[271]
- Премия Globe Soccer Awards за выдающуюся карьеру: 2013

### Достижения в качестве тренера
«Барселона Б»
- Победитель Терсеры: 2007/08

«Барселона»
- Чемпион Испании (3): 2008/09, 2009/10, 2010/11
- Обладатель Кубка Испании (2): 2008/09, 2011/12
- Обладатель Суперкубка Испании (3): 2009, 2010, 2011
- Победитель Лиги чемпионов УЕФА (2): 2008/09, 2010/11
- Обладатель Суперкубка УЕФА (2): 2009, 2011
- Победитель Клубного чемпионата мира (2): 2009, 2011
- Итого: 14 трофеев

«Бавария»
- Чемпион Германии (3): 2013/14, 2014/15, 2015/16
- Обладатель Кубка Германии (2): 2013/14, 2015/16
- Обладатель Суперкубка УЕФА: 2013
- Победитель Клубного чемпионата мира: 2013
- Итого: 7 трофеев

«Манчестер Сити»
- Чемпион Англии (6): 2017/18, 2018/19, 2020/21, 2021/22, 2022/23, 2023/24
- Обладатель Кубка Англии (2): 2018/19, 2022/23
- Обладатель Кубка Футбольной лиги (4): 2017/18, 2018/19, 2019/20, 2020/21
- Обладатель Суперкубка Англии (3): 2018, 2019, 2024
- Победитель Лиги чемпионов УЕФА: 2022/23
- Обладатель Суперкубка УЕФА: 2023
- Победитель Клубного чемпионата мира: 2023
- Итого: 18 трофеев

Личные достижения
- Тренер сезона английской Премьер-лиги (5): 2017/18, 2018/19, 2020/21, 2022/23, 2023/24
- Обладатель премии тренер года по версии FIFA The Best: 2023[272]
- Обладатель премии «Дон Балон» (3): 2009, 2010, 2011
- Тренер года в Испании (4): 2009, 2010, 2011, 2012
- Приз Мигеля Муньоса (3): 2009, 2010, 2011
- Тренер года по версии Onze d’Or (4): 2009, 2010, 2011, 2012
- Тренер месяца английской Премьер-лиги (11): февраль 2017, сентябрь 2017, октябрь 2017, ноябрь 2017, декабрь 2017, февраль 2019, апрель 2019, январь 2021, февраль 2021, ноябрь 2021, декабрь 2021
- World Soccer Magazine Лучший тренер года (4): 2009, 2010, 2011, 2012
- Лучший клубный тренер мира (2): 2009, 2011
- Тренер года ФИФА (2): 2009, 2011
- Европейский тренер года — Премия Альфа Рэмси (2): 2009, 2011
- Европейский тренер сезона (2): 2008-09, 2010—11
- Тренер года по версии Globe Soccer Awards: (3) 2009, 2011, 2013
- Лучший тренер команды года УЕФА (2): 2008-09 , 2010-11
- Менеджер года LMA (2): 2017/18 , 2020/21
- Тренер века Globe Soccer Awards: 2020
- 4-е место в рейтинге величайших менеджеров всех времён по версии журнала World Soccer : 2013
- 4-й лучший тренер всех времён по версии France Football: 2019
- 11-й величайший менеджер всех времён ESPN: 2013
- Зал славы Ассоциации менеджеров лиги (LMA)
- Лучший тренер по версии Аналитического футбольного интернет-портала Clubelo : 2021
- Лучший тренер мира в сезоне по версии FourFourTwo: 2021

## Статистика игрока
| Выступление      | Выступление      | Выступление      | Лига | Лига | Кубок страны | Кубок страны | Еврокубки | Еврокубки | Другие | Другие | Итого | Итого |
| Клуб             | Лига             | Сезон            | Игры | Голы | Игры         | Голы         | Игры      | Голы      | Игры   | Голы   | Игры  | Голы  |
| ---------------- | ---------------- | ---------------- | ---- | ---- | ------------ | ------------ | --------- | --------- | ------ | ------ | ----- | ----- |
| Барселона        | Примера          | 1990/91          | 4    | 0    | 2            | 0            | 0         | 0         | 0      | 0      | 6     | 0     |
| Барселона        | Примера          | 1991/92          | 26   | 0    | 2            | 0            | 11        | 0         | 2      | 0      | 41    | 0     |
| Барселона        | Примера          | 1992/93          | 28   | 0    | 3            | 1            | 4         | 0         | 4      | 0      | 39    | 1     |
| Барселона        | Примера          | 1993/94          | 34   | 0    | 3            | 0            | 9         | 0         | 2      | 0      | 48    | 0     |
| Барселона        | Примера          | 1994/95          | 24   | 2    | 2            | 0            | 6         | 0         | 2      | 0      | 34    | 2     |
| Барселона        | Примера          | 1995/96          | 32   | 1    | 7            | 0            | 8         | 1         | —      | —      | 47    | 2     |
| Барселона        | Примера          | 1996/97          | 38   | 0    | 6            | 0            | 7         | 1         | 2      | 0      | 53    | 1     |
| Барселона        | Примера          | 1997/98          | 6    | 0    | 1            | 0            | 5         | 0         | 2      | 0      | 14    | 0     |
| Барселона        | Примера          | 1998/99          | 22   | 1    | 3            | 0            | 1         | 0         | 0      | 0      | 26    | 1     |
| Барселона        | Примера          | 1999/2000        | 25   | 0    | 2            | 0            | 12        | 1         | 2      | 0      | 41    | 1     |
| Барселона        | Примера          | 2000/01          | 24   | 2    | 6            | 1            | 7         | 0         | —      | —      | 37    | 3     |
| Барселона        | Итого            | Итого            | 263  | 6    | 37           | 2            | 70        | 3         | 16     | 0      | 386   | 11    |
| Всего за карьеру | Всего за карьеру | Всего за карьеру | 263  | 6    | 37           | 2            | 70        | 3         | 16     | 0      | 386   | 11    |

| Выступление      | Выступление      | Выступление      | Лига | Лига | Кубок страны | Кубок страны | Континент. | Континент. | Итого | Итого |
| Клуб             | Лига             | Сезон            | Игры | Голы | Игры         | Голы         | Игры       | Голы       | Игры  | Голы  |
| ---------------- | ---------------- | ---------------- | ---- | ---- | ------------ | ------------ | ---------- | ---------- | ----- | ----- |
| Барселона        | Примера          | 1990/91          | 4    | 0    | 0            | 0            | 0          | 0          | 4     | 0     |
| Барселона        | Примера          | 1991/92          | 26   | 0    | 2            | 0            | 10         | 0          | 38    | 0     |
| Барселона        | Примера          | 1992/93          | 28   | 0    | 2            | 1            | 6          | 0          | 36    | 1     |
| Барселона        | Примера          | 1993/94          | 34   | 0    | 5            | 0            | 9          | 0          | 48    | 0     |
| Барселона        | Примера          | 1994/95          | 24   | 2    | 4            | 0            | 6          | 0          | 34    | 2     |
| Барселона        | Примера          | 1995/96          | 32   | 1    | 7            | 0            | 8          | 1          | 47    | 2     |
| Барселона        | Примера          | 1996/97          | 38   | 0    | 8            | 0            | 7          | 1          | 53    | 1     |
| Барселона        | Примера          | 1997/98          | 6    | 0    | 3            | 0            | 5          | 0          | 14    | 0     |
| Барселона        | Примера          | 1998/99          | 22   | 1    | 3            | 0            | 1          | 0          | 26    | 1     |
| Барселона        | Примера          | 1999/2000        | 25   | 0    | 4            | 0            | 12         | 1          | 41    | 1     |
| Барселона        | Примера          | 2000/01          | 24   | 2    | 6            | 1            | 7          | 0          | 37    | 3     |
| Барселона        | Итого            | Итого            | 263  | 6    | 44           | 2            | 71         | 3          | 378   | 11    |
| Брешиа           | Серия А          | 2001/02          | 11   | 2    | 1            | 0            | —          | —          | 12    | 2     |
| Брешиа           | Серия А          | 2002/03          | 13   | 1    | 0            | 0            | —          | —          | 13    | 1     |
| Брешиа           | Итого            | Итого            | 24   | 3    | 1            | 0            | —          | —          | 25    | 3     |
| Рома             | Серия А          | 2002/03          | 4    | 0    | 1            | 0            | 1          | 0          | 6     | 0     |
| Рома             | Итого            | Итого            | 4    | 0    | 3            | 1            | 1          | 0          | 8     | 1     |
| Аль-Ахли         | Стар Лига        | 2003/05          | 18   | 2    | 9            | 3            | 9          | 2          | 36    | 7     |
| Аль-Ахли         | Итого            | Итого            | 18   | 2    | 9            | 3            | 9          | 2          | 36    | 7     |
| Синалоа          | МХ Лига          | 2005/06          | 10   | 1    | 6            | 1            | 4          | 0          | 20    | 2     |
| Синалоа          | Итого            | Итого            | 10   | 1    | 6            | 1            | 4          | 0          | 20    | 2     |
| Всего за карьеру | Всего за карьеру | Всего за карьеру | 319  | 12   | 63           | 7            | 85         | 5          | 467   | 24    |

## Статистика тренера
| Команда        | Начало работы | Окончание работы | Результаты | Результаты | Результаты | Результаты | Результаты | Результаты | Результаты | Результаты |
| Команда        | Начало работы | Окончание работы | И          | В          | Н          | П          | % побед    | О          | M          | Р          |
| -------------- | ------------- | ---------------- | ---------- | ---------- | ---------- | ---------- | ---------- | ---------- | ---------- | ---------- |
| Барселона B    | 1 июня 2007   | 25 мая 2008      | 42         | 28         | 9          | 5          | 066,67     | 93         | 79-41      | 38         |
| Барселона      | 19 мая 2008   | 26 мая 2012      | 247        | 179        | 47         | 21         | 072,47     | 584        | 638-181    | 457        |
| Бавария        | 1 июля 2013   | 30 июня 2016     | 161        | 121        | 21         | 19         | 075,16     | 384        | 396-111    | 285        |
| Манчестер Сити | 1 июля 2016   |                  | 532        | 377        | 77         | 78         | 070,86     | 1065       | 1159-420   | 739        |
| Всего          | Всего         | Всего            | 983        | 705        | 154        | 124        | 071,72     | 2126       | 2272-753   | 1519       |

По турнирам
| Турнир                                    | Результаты | Результаты | Результаты | Результаты | Результаты | Результаты | Результаты | Результаты |
| Турнир                                    | И          | В          | Н          | П          | % побед    | О          | M          | Р          |
| ----------------------------------------- | ---------- | ---------- | ---------- | ---------- | ---------- | ---------- | ---------- | ---------- |
| Низшие дивизионы                          | 42         | 28         | 9          | 5          | 066,67     | 93         | 79-41      | 38         |
| Национальные кубки                        | 121        | 93         | 15         | 13         | 076,86     | 293        | 317-75     | 242        |
| Национальные суперкубки                   | 14         | 5          | 4          | 5          | 035,71     | 19         | 23-21      | 2          |
| Клубный чемпионат мира                    | 12         | 11         | 0          | 1          | 091,67     | 33         | 41-8       | 33         |
| Лига чемпионов УЕФА                       | 174        | 106        | 35         | 33         | 060,92     | 351        | 405-181    | 224        |
| Суперкубки УЕФА                           | 3          | 2          | 1          | 0          | 066,67     | 7          | 5-2        | 3          |
| Национальные чемпионаты: высшие дивизионы | 561        | 420        | 80         | 61         | 074,87     | 2336       | 1411-426   | 985        |
| Всего                                     | 983        | 705        | 154        | 124        | 071,72     | 2133       | 2272-753   | 1519       |

Кубковые матчи завершившиеся послематчевыми пенальти
| Всего                   | 10 | 8 | 0 | 2 | 080,00 |
| по турнирам             |    |   |   |   |        |
| Национальные суперкубки | 4  | 2 | 0 | 2 | 050,00 |
| Национальные Кубки      | 8  | 6 | 0 | 2 | 075,00 |
| Суперкубки УЕФА         | 1  | 1 | 0 | 0 | 100,00 |
| по клубам               |    |   |   |   |        |
| Бавария                 | 5  | 3 | 0 | 2 | 060,00 |
| Манчестер Сити          | 8  | 6 | 0 | 2 | 075,00 |

## Личная жизнь
Гвардиола родился в семье Долорс и Валенти. У Гвардиолы две старшие сестры: Франческа и Ольга, и младший брат Пере, который является агентом уругвайского нападающего Луиса Суареса. Он нерелигиозен. Гвардиола встретил свою жену, когда ему было 18 лет. Они поженились 29 мая 2014 года. У них трое детей, которых зовут Мария (2000), Марий (род. 29 декабря 2003) и Валентина (род. 5 мая 2008). После того как он стал тренером «Барселоны», он заявил, что переедет в США и будет жить на Манхэттене, Нью-Йорк, в течение года, пока не определится со своим будущим. Чтобы подготовиться к работе в качестве тренера «Баварии», Гвардиола изучал немецкий язык по четыре-пять часов каждый день. В том же году Тито Виланова, бывший помощник главного тренера «Барселоны» при Гвардиоле, находился в Нью-Йорке на лечении опасного для жизни рака горла. Виланова был разочарован тем, что Гвардиола не навестил его, заявив: «Он мой друг, и я нуждался в нём, но его не было рядом со мной». Мать Гвардиолы, Долорс, умерла от осложнений COVID-19, в больнице Барселоны, 6 апреля 2020 года.
Во время работы в мексиканском клубе «Дорадос» в Кульякане Гвардиола раздавал «конверты, полные денег» самым низкооплачиваемым сотрудникам клуба.
Его считают интеллигентным человеком, Гвардиола любит кино и театр. Гвардиола любит каталонскую поэзию, в частности, песни протеста Льюиса Льяка и Гранде, а в свободное время играет в хоккей. Кроме того, он выступал в качестве модели в некоторых показах ведущего каталонского модельера Антони Миро. 23 декабря 2002 года Гвардиола получил премию Premi Bages de Cultura, присуждённую организацией Òmnium Cultural в Манресе за приверженность каталонской идентичности и культуре. В 2011 году он также был отмечен Каталонским парламентом, получив Почётную медаль Парламента Каталонии. Он также является большим поклонником группы Coldplay, музыку которой он использовал для мотивации своих игроков во время своей тренерской карьеры. В 2001 году Гвардиола опубликовал свою автобиографию «Мои люди, мой футбол» в сотрудничестве с Микелем Рико и Луисом Мартином. Помимо футбола, любимым видом спорта Гвардиолы считается гольф. Гвардиола поддерживает политическую независимость Каталонии. В 2015 году он подтвердил, что будет участвовать в независимой коалиции Вместе за «Да» на региональных парламентских выборах того года.